# Tony Holden
Anthony "Tony" Holden es un personaje ficticio de la serie de televisión australiana Home and Away, interpretado por el actor Jon Sivewright desde el 5 de agosto de 2005, hasta el 11 de agosto de 2010.

## Antecedentes
Tony quedó viudo catorce años atrás luego de que su primera esposa Kate muriera durante un asalto, desde entonces ha criado a sus dos hijos solos, con quiénes se lleva muy bien.

## Biografía
Tony llegó a Summer Bay junto a sus dos hijos, Jack Holden y Lucas Holden. Poco después de su llegada a la bahía se enamoró y comenzó una relación con Beth Hunter, quien vivía al lado de su casa. Poco después Tony y Lucas se mudaron con ella mientras que Jack se quedó en la casa de su padre con Martha MacKenzie - Holden.
En el 2007, Beth decidió irse a visitar a su hijo Scott y a Hayley a Francia. Pensando que ella era infeliz Tony le propuso matrimonio, pero ella le dijo que no necesitaba casarse con él para amarlo. De regreso de su viaje Beth tuvo un accidente automovilístico y murió en el accidente. Tony preocupado va a buscarla y se encuentra con el accidente, luego se dirige al hospital para avisarles a los demás del suceso. 
Tony devastado por haber perdido al amor de su vida, tuvo que hacerle frente a su muerte. Dolido, llegó a acostarse con la nueva maestra Naomi Preston, sin saber que esta había tenido una relación con su hijo, Lucas, quien cuando se enteró se enfadó pero luego perdonó a su padre.
Poco después Tony comenzó una desastrosa relación con Jazz Curtis la cual terminó. Tony encontró de nuevo la felicidad con la Doctora Rachel Armstrong, pero al no estar seguro no estaba seguro, por la diferencia de edad, pero después de aceptar ambos comenzaron a salir. 
Poco después Tony le propuso matrimonio a Rachel quien felizmente aceptó. El día de su boda Rachel desapareció y Tony, Jack y Leah pensaron que está había escapado. Tony devastado por esto decidió irse de vacaciones para olvidar sus problemas. Luego descubrieron que Rachel había sido secuestrada por Aden Jefferies quien la tenía retenida junto a su padre Larry.
Cuando Tony regresó hubo cierta tensión al principio, pero pronto continuaron su relación. Sin embargo Bridget Simmons llegó a Bay una mujer con quien Tony se había acostado durante sus vacaciones. Tony decidió decirle la verdad a Rachel quien lo perdonó y poco después se casaron.
Al final del 2008 durante una persecución el oficial Angelo Rosetta le disparó accidentalmente a Jack. Preocupada por la tardanza de su esposo Martha le pide a Tony que lo busque. Poco después Tony encuentra a su hijo muerto en un sitio de construcción, lo cual lo dejó devastado y se aleja de todos. El día de su funeral después de que Martha descubre la verdad sobre la muerte de su esposo e incapaz de ocultarle la verdad a Tony, le cuenta todo, quien en un arranque de ira golpea a Angelo, quien enfrente de todos admite ser el asesino de Jack.
Con la ayuda de su seres queridos Tony comenzó a reponerse de su pérdida y más cuando Angelo fue arrestado. Sin embargo cuando Angelo regresó a la bahía, se reveló que había sido encontrado inocente por la muerte de Jack. Varios de los residentes de Bay se sintieron dolidos y se molestaron, en especial Martha y Tony y pronto quedó claro que Tony estaba planeando algo. Cuando invitó a Angelo a un día de pesca trató de matarlo empujándolo de a un precipicio, sin embargo antes de que cayera Tony lo salvó.
Un par de semanas después Tony y Rachel tuvieron su primer hijo juntos, a quien llamaron Harry Holden, en honor al hijo mayor de Tony, Jack. Sin embargo la felicidad no duró ya que Harry fue secuestrado por una mujer que creía que Rachel había matado a su bebé. Poco después el bebé Harry fue rescatado. Pronto Rachel comenzó a sobreprotegerlo y esto le ocasionó problemas con Tony, sin embargo todo volvió a la normalidad.
En agosto del 2010 Tony, Rachel y Harry se mudaron de Summer Bay para que Rachel tomara un puesto en un hospital de Boston, Estados Unidos.